# Оронтобат
Оронтобат або Оронтопат (*д/н — після 331 до н. е.) — фактичний володар Карії у 334—333 до н. е. роках.

## Життєпис
Про походження Оронтобата нічого невідомо. Стає зятем фактично правителя Карії Піксодара, якому допомагав організовувати оборону Карії проти македонського війська, що вдерлося до Малої Азії. У 334 році до н. е. після смерті Піксодара стає правителем Карії. Разом з Мемноном Родоським, очільником грецьких найманців, зміцнив Галікарнас, в якому отаборився, оскільки македонська армія зуміла захопити Лідію, іонічні міста.
Після тривалої облоги Галікарнасу Мемном і Оронтобат вирішили залишити Галікарнас. Оронтобат з великим запасом провізії відступив до акрополя — фортеці на високому пагорбі всередині міста. Водночас Оронтобат зберіг владу над сусідніми містами Мінд, Канд, Фера і Калліполь. Македоняни на чолі із царем Александром Македонським повернули владу в Карії колишньої цариці Аді I, за цим рушили узбережжям.
У 333 році до н. е., намагаючись відвоювати Карію, Оронтобат зазнав поразки від македонян на чолі з Птолемеєм і Асандром. Втім зумів урятуватися. Згодом, за деякими відомостями, брав участь у битві біля Гавгамелах. Подальша доля невідома.